# 霍爾 (印第安納州)
霍爾（英語：Hall）是位於美國印地安納州摩根縣的一個非建制地區。